# Kämpersvik
Kämpersvik is een plaats in de gemeente Tanum in het landschap Bohuslän en de provincie Västra Götalands län in Zweden. De plaats heeft 68 inwoners (2005) en een oppervlakte van 14 hectare.

## Verkeer en vervoer

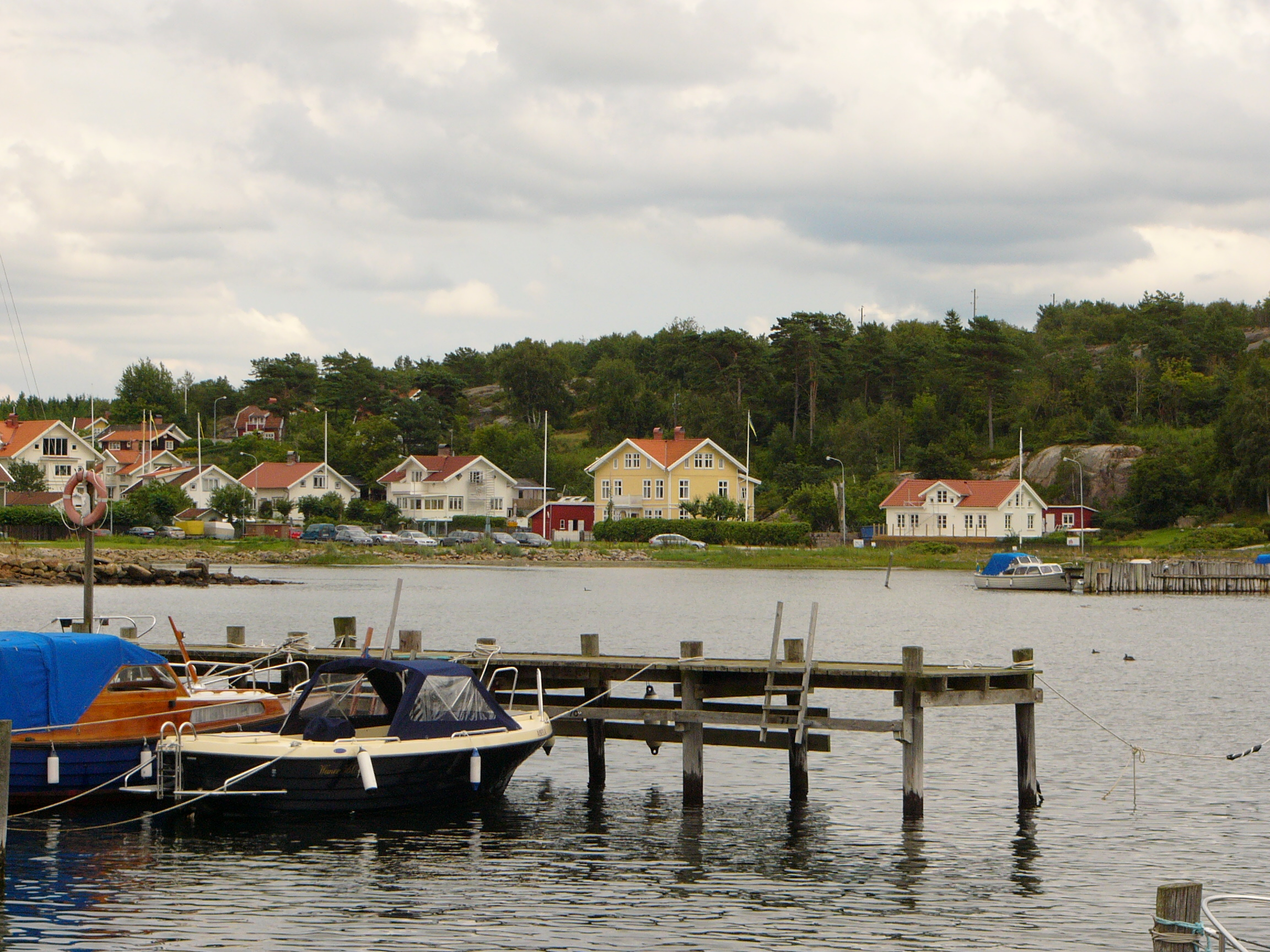
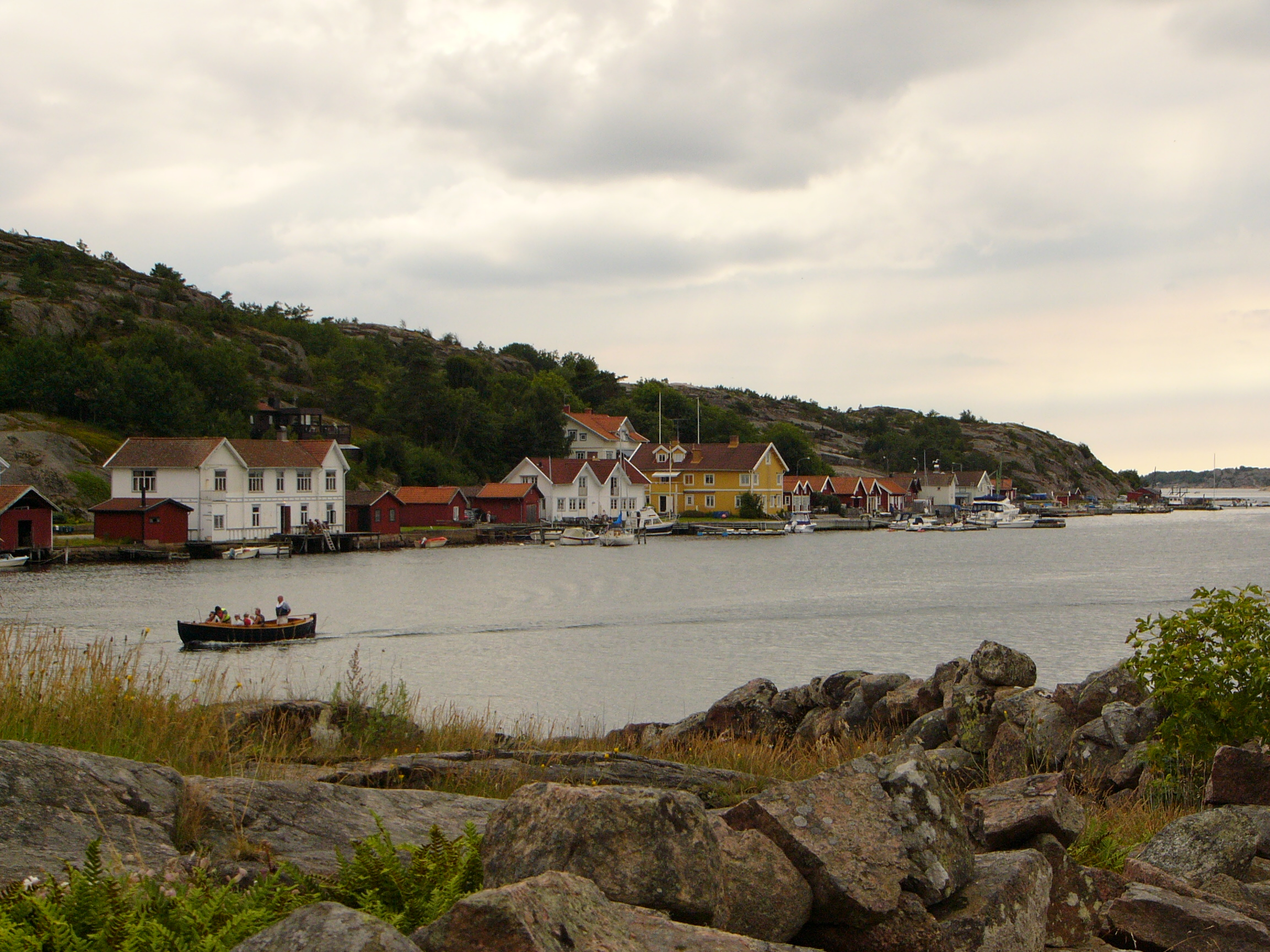

Bij de plaats loopt de Länsväg 163.